# 9633 Котур
9633 Котур (9633 Cotur) — астероїд головного поясу, відкритий 20 жовтня 1993 року.
Тіссеранів параметр щодо Юпітера — 3,201.